# Tony Bui
Tony Bui est un réalisateur, scénariste, et producteur, d'origine vietnamienne, vivant aux États-Unis, né le 14 septembre 1973, à Saïgon au Viêt Nam.
Avec ses parents, il s'installe aux États-Unis alors qu'il n'a que 2 ans, et grandit à Sunnyvale, en Californie.

## Filmographie

### En tant que producteur
- 1995 : Yellow lotus
- 1999 : Trois Saisons (Three Seasons)
- 2001 : Green Dragon de Timothy Linh Bui
- 2005 : My name is ...

### En tant que scénariste
- 1995 : Yellow lotus
- 1999 : Trois Saisons (Three Seasons)
- 2001 : Green Dragon

### En tant que réalisateur
- 1995 : Yellow lotus
- 1999 : Trois Saisons (Three Seasons)
- 2015 : Code Hacker (en) (The Throwaways)

## Distinctions
- 1999 : Three Seasons, Audience Award au Portland International Film Festival, le Grand Prix du Jury et l'Audience Award, au Festival du film de Sundance
- 2001 : Green Dragon, Audience Award au Festival du film d'Austin, et le Humanitas Prize